# Isaac Frézeau
Isaac Frezeau est un noble et militaire français du XVIIe siècle, Maréchal de camp le 30 novembre 1635, mort le 28 juin 1639 lors du siège de Hesdin, membre de la famille Frézeau. Il était chevalier, seigneur de La Frézelière, de Tafonneau, d'Amaillou, etc.

## Biographie
Il est le fils de Jacques Frézeau connu parmi les compagnons d'Henri IV sous le nom du Capitaine d'Amaillou, gouverneur de Poitiers, maréchal des camps et armées en 1620, et un des descendants de Lancelot II Frézeau.

### Le militaire
Il combattit sur terre et sur mer, commanda un vaisseau au siège de la Rochelle, alors capitale du protestantisme.

### Guerre franco-espagnole

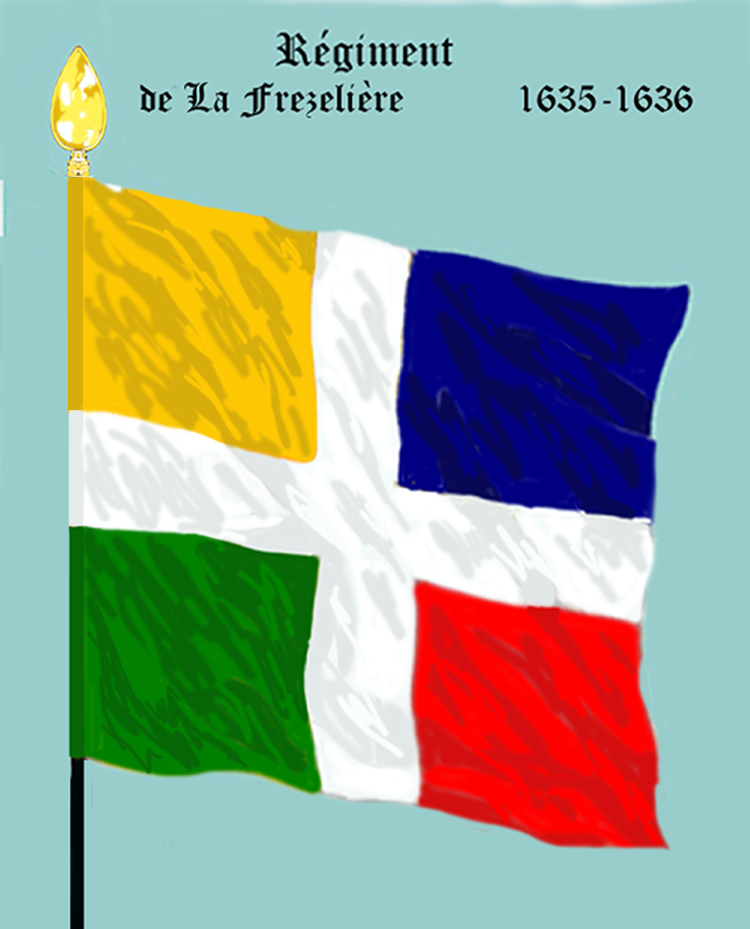
Régiment de la Frézelière, de 1635 à 1636

Il sert ensuite dans le Régiment d’infanterie de Saint-Offange qui fait la campagne d'hiver dans la Haute-Alsace. Au mois d'avril 1635, il se dirige à travers la Suisse vers la Valteline, sous les ordres du duc de Rohan. Les hostilités commencèrent au mois de juin. Le mestre de camp Philippe de La Poeze, baron de Sainte-Offange est tué à la première rencontre, laisse vacante la place de colonel. Isaac Frézeau la sollicite et l’obtient sans peine.
Dès les premiers engagements, le Duc de Rohan a reconnu les grandes qualités de la Frézelière, « un gentilhomme plein de courage et d'ambition, qui sollicitait le régiment et qui brûlait du désir de se signaler ». Sous son colonel, le régiment de la Frézelière montrera la bravoure la plus entraînante, cette furia francese qui renverse tout devant elle et qui fera dire au duc de Rohan : Il a plus besoin de cavesson que d’éperon
Les rencontres heureuses se succèdent en Valteline et appellent bientôt sur de la Frézelière à l'attention du roi. Au mois de novembre 1635, Louis XIII l'élève au grade de Maréchal de camp. Dans ses nouvelles fonctions, de la Frézelière continue à mériter l’approbation du roi et du Cardinal de Richelieu.
« « Les amis de M. de la Frézelière ne pouvant souffrir que sa bravoure solaire et radieuse demeure plus longtemps oisive en un temps comme celui-ci, où le roi a besoin de courages faits comme le sien, ont fait résoudre sa Majesté  et de l’employer cette campagne prochaine du côté de l’Espagne, afin qu’aucun de ses ennemis ne puisse ignorer ce qu’il vaut : se promettant qu’il y réussira aussi avantageusement qu’il a fait jusqu’ici en Allemagne, à la Valteline, dans l’Italie et autres lieux, où il a servi au contentement de sa Majesté. M. du Noyer lui envoie pour cet effet un secours de 3.000 écus, qui lui a été procuré auprès de sa Majesté, pour le mettre en état de supporter la dépense qu’il est obligé de faire. Cependant il croira que je suis véritablement très affectionné à le servir. Cardinal de Richelieu, 4 janvier 1639 »

### Guerre en Artois
Il est appelé à combattre non pas en Espagne, mais sur le principal théâtre d’opérations, dans l’Artois. Sous le maréchal de la Meilleraye, il prend part au siège d’Hesdin dont la place se trouvait la plus régulièrement fortifiée des Pays-Bas et la mieux munie. Déjà le gouvernement de cette ville lui est promis. L’heure approche où, après une longue défense, elle doit ouvrir ses portes. Il presse les préparatifs de l’assaut, ne voulant pas céder à un autre la gloire d’entrer le premier dans la ville dont le gouvernement lui est promis. « Au point du jour, il alla voir les ouvrages que les soldats avaient faits au passage du fossé. Il ne les trouva pas avancés à son gré, se fâcha et voulut aller lui-même les faire hâter ; une mousquetade passe au travers des fascines, lui donne dans la tête. Il n’en mourut pas tout aussitôt. Il parla jusque sur les dix heures, donna ordre à ses affaires et à sa conscience. Il mourut sur les quatre heures du soir. Il fut regretté du Roi, de son Eminence et de toute l’armée. II avait toutes les qualités qu’un gentilhomme de condition doit posséder.
Au lever du soleil, environ une heure après que le sieur de la Frézelière fut tué, un tambour vint sur la brèche qui bat la chamade.

## Epitaphe
On trouve, dans l’église de Monts-sur-Guesnes, un écusson en marbre blanc porte l’épitaphe de ce soldat.
« Cy gist le cœur de haut et puissant seigneur Messire Isaac de Frézeau de la Frézelière, chevalier, seigneur marquis de la Frézelière, conseiller du Roy en tous ses conseils d’état et privés, maréchal des camps et années de sa Majesté et nommé par le roy Louis XIII pour être gouverneur d'Hedin où il fut tué du dernier coup de mousquet qui fut tiré a ce siège, après s y être extrêmement distingué comme il avoit fait en Valteline, en Allemagne et en Italie, dont feu M. le cardinal de Richelieu luy rendit des très obligeants témoignages, par une lettre qu’il luy écrivit peu de temps avant sa mort et si favorable qu’il avoit lieu d’espérer bientôt les premiers honneurs où la naissance et la valeur puissent élever les gens de qualité. Priez Dieu pour luy. »

## Famille
Isaac Frézeau avait épousé Madeleine de Savonnières, fille de Jean de Savonnières, Gentilhomme ordinaire de la Chambre du Roi et maître de camp d'infanterie, et de Jacqueline de Menou. Cette dernière se maria en secondes noces au mois de février 1642 avec René de Chaumejan, Marquis de Fourilles, grand Maréchal des Logis de la Maison du Roi. Avec Isaac Frézeau, qui ne laissait que deux filles, disparaissait le dernier représentant mâle de la branche aînée des La Frézelière.
Le 26 juillet 1651, Madeleine de Savonnières, veuve d'Isaac, et leur gendre et cousin François Frezeau de la Frézelière, achètent la châtellenie de Monts en copropriété. C'est en faveur de la veuve d’Isaac, Madeleine de Savonnières, et « en considération des grands et signalés services rendus au feu Roi par le feu marquis de la Frézelière », que Louis XIV érigea en marquisat la terre de Monts, au mois de novembre 1655.

## Source partielle
- Le Grand Dictionnaire de Moreri : tome 1, édition de 1740 (sur Google livres)
- « Isaac Frézeau », dans Alphonse-Victor Angot et Ferdinand Gaugain, Dictionnaire historique, topographique et biographique de la Mayenne, Laval, A. Goupil, 1900-1910 [détail des éditions] (BNF 34106789, présentation en ligne)
- Maurice Sautai, Les Frézeau de La Frézelière, Lille, 1901,... Voir en ligne